# Rajd Costa Smeralda 1992
Rajd Costa Smeralda 1992 (15. Rally Costa Smeralda) – 15 edycja rajdu samochodowego Rajd Costa Smeralda rozgrywanego we Włoszech. Rozgrywany był od 10 do 11 kwietnia 1992 roku. Była to dziesiąta runda Rajdowych Mistrzostw Europy w roku 1992 (rajd miał najwyższy współczynnik - 20) oraz pierwsza runda Rajdowych Mistrzostw Włoch.

## Klasyfikacja rajdu
| Miejsce                      | Kierowca                     | Pilot                        | Samochód                     | Czas                         | Strata                       |                              |
| Klasyfikacja generalna i ERC | Klasyfikacja generalna i ERC | Klasyfikacja generalna i ERC | Klasyfikacja generalna i ERC | Klasyfikacja generalna i ERC | Klasyfikacja generalna i ERC | Klasyfikacja generalna i ERC |
| ---------------------------- | ---------------------------- | ---------------------------- | ---------------------------- | ---------------------------- | ---------------------------- | ---------------------------- |
| 1.                           | Didier Auriol                | Bernard Occelli              | Lancia Delta HF Integrale    | 4:01:39                      | 0.0                          |                              |
| 2.                           | Andrea Aghini                | Sauro Farnocchia             | Lancia Delta HF Integrale    | 4:04:26                      | +2:47                        |                              |
| 3.                           | Gianfranco Cunico            | Stefano Evangelisti          | Ford Sierra RS Cosworth 4x4  | 4:06:37                      | +4:58                        |                              |
| 4.                           | Piergiorgio Deila            | Pierangelo Scalvini          | Lancia Delta HF Integrale    | 4:10:35                      | +8:56                        |                              |
| 5.                           | Piero Longhi                 | Maurizio Imerito             | Lancia Delta Integrale 16V   | 4:15:04                      | +13:25                       |                              |
| 6.                           | Vanio Pasquali               | Francesco Mion               | Lancia Delta HF Integrale    | 4:21:36                      | +19:57                       |                              |
| 7.                           | Bruno Bentivogli             | Ilaria Hedinger              | Ford Sierra RS Cosworth 4x4  | 4:38:43                      | +37:04                       |                              |
| 8.                           | Carlo Galli                  | Pierluigi Adamoli            | Ford Sierra RS Cosworth 4x4  | 4:41:27                      | +39:48                       |                              |
| 9.                           | Gianni Fiora                 | Claudio Manfè                | Renault Clio 16V             | 4:44:43                      | +43:04                       |                              |
| 10.                          | Bruno Arntsen                | Geir Kirkhorn                | Opel Kadett GSI              | 4:46:14                      | +44:35                       |                              |